# 1,3-dioxetaandion
De chemische verbinding 1,3-dioxaandion of 1,3-dioxacyclobutaan-2,4-dion is een hypothetisch koolstofoxide met de formule {\displaystyle {\ce {C2O4}}}. Het kan beschouwd worden als een cyclische dimeer van {\displaystyle {\ce {CO2}}}, koolstofdioxide, of als een dubbel keton van 1,3-dioxetaan (1,3-dioxacyclobutaan).
Theoretische berekeningen geven aan dat de verbinding bij kamertemperatuur extreem instabiel zal zijn met een halveringstijd van minder dan 1,1 μs. Bij −196 °C zou de verbinding wel stabiel kunnen zijn.